# Amplitud tèrmica

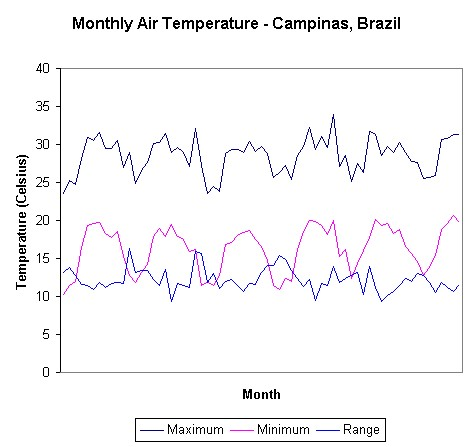
Temperatures mensuals mitjanes màximes, mínimes i amplitud registrades a Campinas, Brasil, entre gener de 2001 i juliol de 2006

Amplitud tèrmica, oscil·lació tèrmica o interval de temperatura és l'oscil·lació entre els valors mínims i màxims de temperatura observats en un sistema com és el cas de la temperatura atmosfèrica en una localitat determinada. En electrònica i altres aplicacions la temperatura de funcionament correcte d'un aparell es defineix dins un interval de temperatures per sobre o per sota de les quals l'aparell funcionarà de manera deficient o bé no funcionarà en absolut.

## Amplitud tèrmica en el clima
El rècord mundial d'amplitud tèrmica anual és de 104.4 °C, mesurada a Verkhoiansk, a la Sibèria oriental (amb un mínim de -67.7 °C a l'hivern i un màxim de +36.7 °C a l'estiu). Les grans amplituds tèrmiques anuals són característiques dels climes continentals, on el mar ni grans masses d'aigua no regula pas (o ho fa poc) les variacions estacionals d'energia aportada pel Sol, ja que la regulació estacional es fa gràcies a la inèrcia tèrmica de l'aigua. Inversament la inèrcia tèrmica tindrà tendència a ser dèbil prop de l'oceà i de l'equador, (energia solar constant). Per exemple, l'amplitud anual de Singapur és generalment inferior a 10 °C.
També es pot mesurar l'amplitud tèrmica diària. Els factors propicis a una gran amplitud diària són especialment el relleu (nits molts fredes a causa de fenòmens d'inversió tèrmica, la higrometria (un clima sec regularà menys la temperatura), la latitud (com més lluny de l'equador la variació de l'energia del Sol és major entre el dia i la nit). També el vent hi pot tenir un paper quan reemplaça una massa d'aire fred per una de càlida o a l'inrevés.
L'amplitud tèrmica diària és més gran en un cel sense núvols, vent en calma i escassa humitat, ja que així a l'escalfament de dia li segueix la dispersió de calor durant la nit.
En canvi l'amplitud és menor amb un cel cobert de núvols baixes i plovent, vent fort i aire molt humit.
Alguns llocs de la terra acumulen aquests factors i les amplituds de temperatura diàries ultrapassen els 25 °C hi són corrents com per exemple a Kabul, a l'Afganistan.
Un clima marítim humit té una amplitud tèrmica diària de més o menys 10 °C.
Una localitat que combini una temperatura mitjana de 19 °C una humitat mitjana del 60% i una amplitud tèrmica d'uns 10 °C sobre la temperatura mitjana anual es considera ideal en termes de confort pels humans. Molts d'aquests llocs es troben en la zona de transició entre climes temperats i tropicals. Aquest és per exemple el cas de la ciutat de Campinas a l'Estat de Sao Paulo al Brasil.

## Rècords d'amplitud tèrmica
- L'amplitud més ràpida van ser els 27 °C en 2 minuts. Mesurada a Spearfish, Dakota del Sud el 22 de gener de 1943, de -20 °C a +7 °C.[1][2]
- L'amplitud tèrmica més gran en un dia: 55,6 °C. De 6,7 °C a -49 °C a Browning, Montana la nit entre el 23 i el 24 de gener de 1916.[3]
- L'amplitud tèrmica màxima registrada a la Terra és de prop de 150 °C entre els 57,8 °C de Líbia de l'any 1922 i els -89,5 °C de l'Estació Vostok a l'Antàrtida el 1983.[4]

## Amplitud tèrmica biològica
En biologia, l'interval de temperatura es refereix al clima requerit o preferit perquè un organisme visqui. Quan se surt d'aquest interval opera la resposta de l'hemostasi o l'organisme mor.
La temperatura normal del cos humà oscil·la entre 36,1 i 37,8 °C